# ميسون نويهض
ميسون نويهض (1 أبريل 1982-) هي إعلامية لبنانية من بلدة رأس المتن تعمل حالياً مذيعة أخبار في قناة العربية.

## دراستها وحياتها المهنية
درست ميسون علم اجتماع، ثم عملت كمقدمة برامج في عدة محطات لبنانية محلية، وأولها برنامج «ألو نعم» على تلفزيون لبنان، والذي قدمته عندما كانت في سنتها الجامعية الأولى، ثم قدمت برنامج التسلية «أربعاء بنص الجمعة»، وفي الوقت نفسه قدمت برنامجان على تلفزيون وراديو العرب: «استشارة على الهواء» و«القصة والاختبارات». بعدها تخرجت ميسون من الجامعة باختصاص علم اجتماع ودخلت مجال التعليم، وعملت بالتوازي في برنامج «أنت» في إم بي سي.
ثم انتقلت إلى تلفزيون الجديد واكتسبت شهرتها بتقديمها البرنامج اليومي «صباح الورد»، وبرنامج «أحلى أغاني زمان»، وهو برنامج يستعرض تاريخ الموسيقى اللبنانية والعربية حصل على جائزة أفضل برنامج فني من مهرجان القاهرة. وبعد زواجها تركت ميسون تلفزيون الجديد لتنتقل مع زوجها إلى الإمارات، وعملت هناك في قناة الآن. التحقت نويهض بقناة العربية كمذيعة أخبار في 2010.